# Émile de Girardin
Émile de Girardin, pseudonimo di Émile Delamothe (Parigi, 22 giugno 1802 – Parigi, 27 aprile 1881), è stato un giornalista, editore e commediografo francese, oltre che uomo politico.

## Biografia

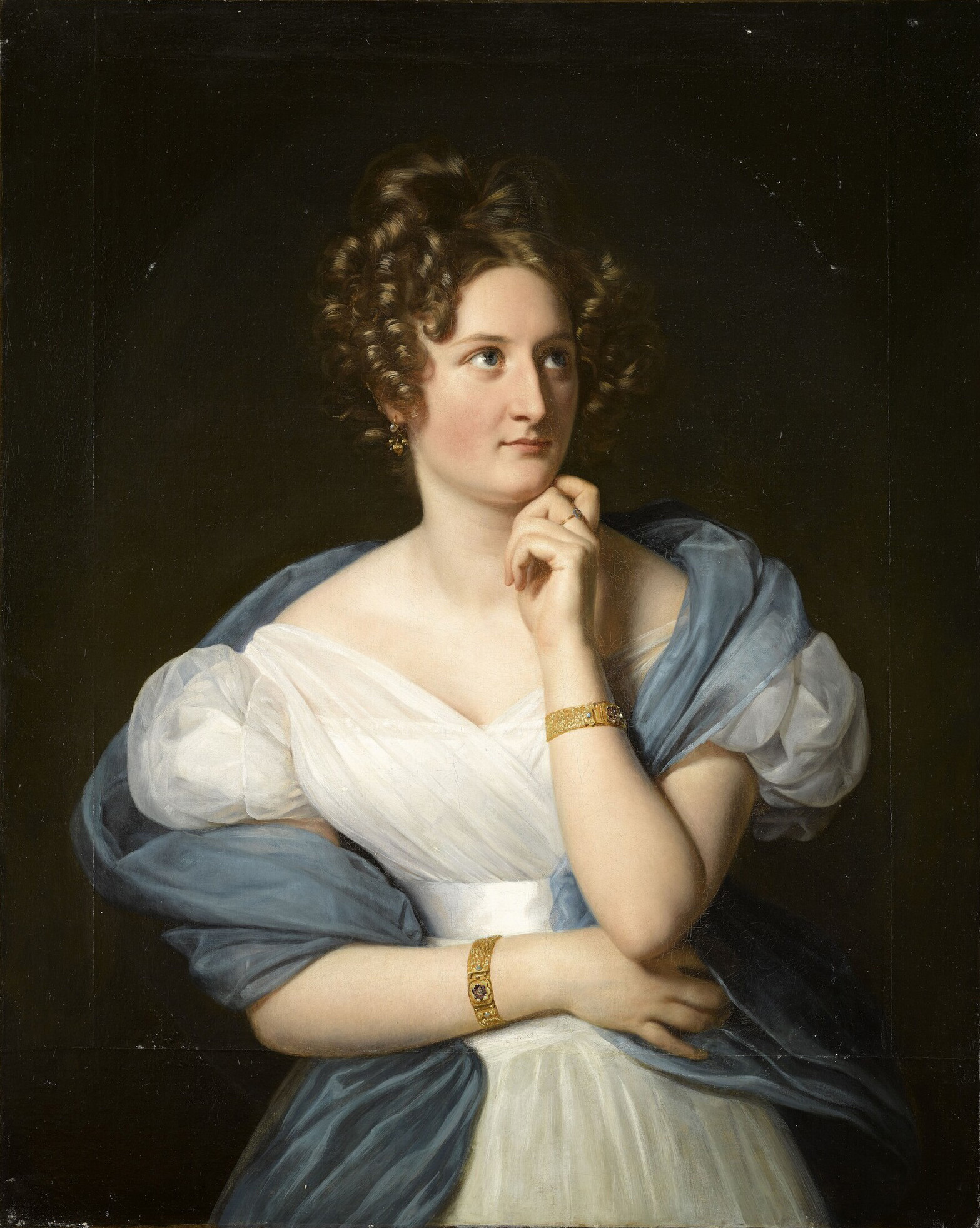
Delphine Gay

Dopo aver fondato e diretto vari periodici, lanciò nel 1836 La Presse che ottenne un ottimo successo grazie soprattutto alla freschezza del dibattito politico.
Il suo nome è ricordato nella storia del giornalismo principalmente per aver ideato il quotidiano a basso prezzo sostenuto in gran parte dalla pubblicità.
Espulso dalla Francia a causa del colpo di stato del 2 dicembre 1851, vi ritornò poco dopo. Successivamente vendette La Presse (1856), e diresse, dal 1866, La Liberté; nel 1873 rilevò Le petit journal e l'anno dopo divenne redattore capo presso La France dove espresse e si mise in luce per le sue qualità di polemista, criticando la politica di M.-E. Mac-Mahon.
Come uomo politico si distinse per la revisione della legge sulla stampa, sostenendo (1877) l'assoluta libertà di stampa. Tra le opere economiche si possono menzionare: De la liberté du commerce et de la protection de l'industrie (1847); Le socialisme et l'impôt (1849).
Iniziò a scrivere per il teatro all'età di cinquant'anni, facendo rappresentare alcune commedie ben costruite.
Sua moglie, Delphine Gay, (1804-1855), si mise in evidenza pubblicando poesie, romanzi e cronache di attualità. Per il teatro scrisse tragedie come Judith (1843); Cléopatre (1847), rappresentate entrambe da Elisabeth Rachel Félix, la seconda con buon esito e con i complimenti di Alphonse de Lamartine. Un'altra sua opera, Lady Tartuffe (1853), venne recitata in Italia da Eleonora Duse.

## Opere
- De la presse périodique au XIX siècle (1837);
- De l'Instruction Publique (1838);
- Études politiques (1838);
- De la liberté de la presse et du journalisme (1842);
- Le Droit au travail au Luxembourg et à l'Assemblée Nationale (2 volumi, 1848);
- Avant la Constitution précédée d’une Réponse à Timon (1848);
- Journal d'un journaliste au secret (1848);
- Bon sens et bonne foi (1848);
- Les Cinquante-deux (1849);
- La Politique universelle, décrets de l'avenir (1852);
- Questions de mon temps, 1836 à 1846 (12 volumi, 1858);
- La Révolution Légale par la présidence d'un ouvrier : solution démocratique de 1852 (1851);
- L'Empire avec la liberté (1859);
- Lettre sur la philosophie de l'histoire (1864);
- Le Condamné du 6 mars (1867);
- Le Gouffre. Questions des années 1870 et 1871 (1871);
- La Honte de l'Europe (1876);
- Le Dossier de la guerre (1877).